# St. Hubertus (St. Hubert)

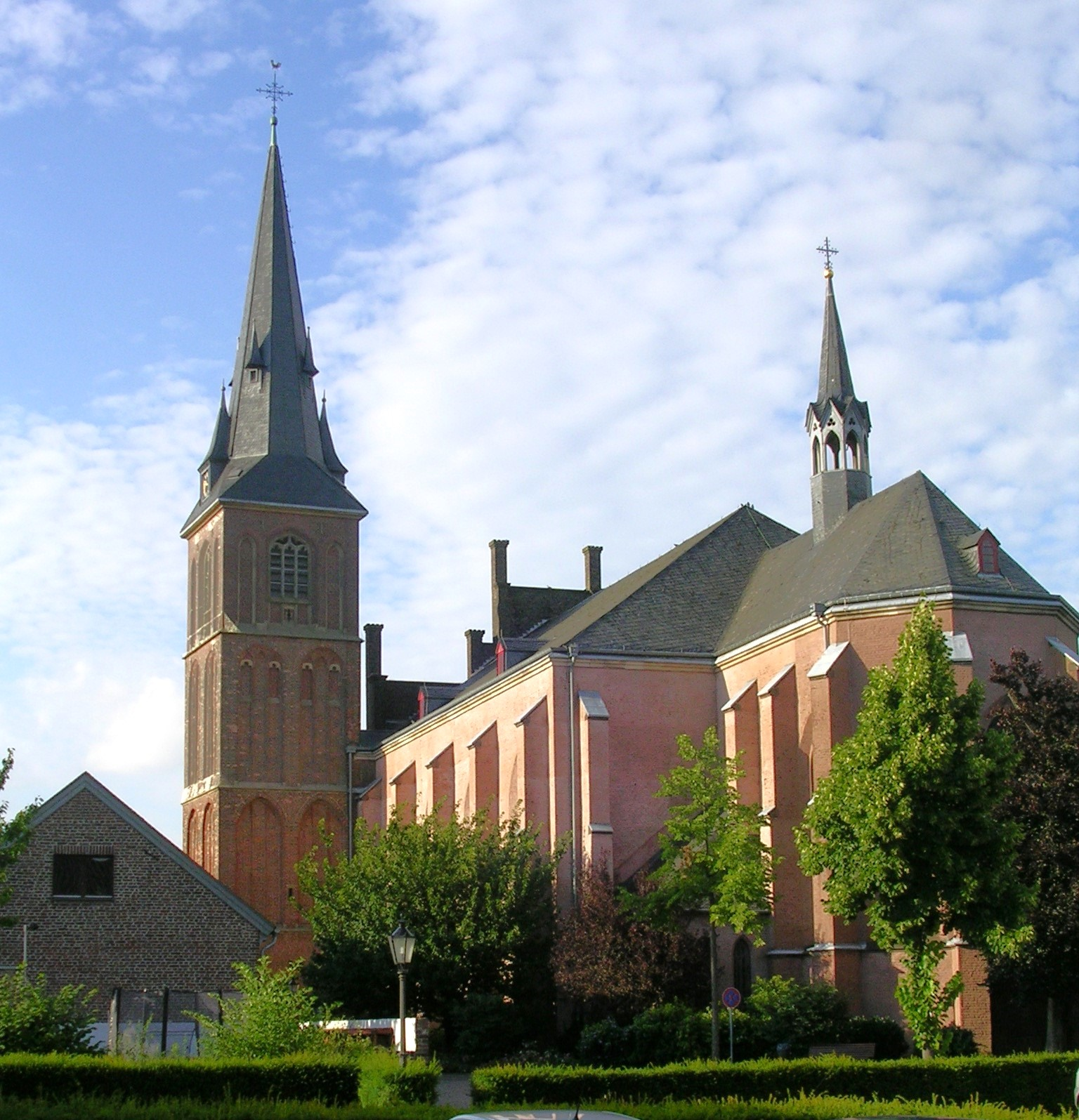
St. Hubertus in St. Hubert

St. Hubertus ist eine römisch-katholische Pfarrkirche in St. Hubert, einem Stadtteil von Kempen im Kreis Viersen in Nordrhein-Westfalen.
Die Kirche ist unter Nummer 16 in die Liste der Baudenkmäler in Kempen eingetragen, steht unter dem Patronat des hl. Hubertus von Lüttich und wurde zwischen 1846 und 1850 nach Plänen von Heinrich Johann Freyse errichtet.
Zur Pfarre zählen neben St. Hubert auch Voesch, Bell, Degelsheide, Escheln, Teile von Grevenhütte, Königshütte, Scheifeshütte und Schuteshütte.

## Geschichte
Erstmals urkundlich belegt ist ein eigenes Gotteshaus in St. Hubert für das Jahr 1447. Diese Kapelle gehörte zur Pfarre St. Mariä Geburt Kempen. 1450 erlaubte der damalige Kempener Pfarrer Johannes von Beek die Feier der Heiligen Messe in der Kapelle an Werktagen ein- bis zweimal wöchentlich. Ab 1520 durfte auch sonntags die Messe gehalten werden. 1524 erhielt die Kapelle einen neuen Glockenturm, der noch heute erhalten ist.
Zur eigenständige Pfarrei wurde St. Hubert am 1. Oktober 1790 durch den Kölner Erzbischof Maximilian Franz von Österreich erhoben. Die Kapelle erhielt zugleich den Status einer Pfarrkirche.
Mitte des 19. Jahrhunderts wurde die mittelalterliche Kirche zu klein, so dass das Kirchenschiff mit Ausnahme des Turms von 1524 abgerissen wurde. An den Turm wurde schließlich zwischen 1846 und 1850 die heutige Kirche erbaut. Die Grundsteinlegung erfolgte am 2. Juni 1846, die Einweihung am 8. Dezember 1850. Die Pläne dazu stammten von Kreisbaumeister Lüdke aus Kempen, die Bauleitung hatte der Krefelder Stadtbaumeister Heinrich Johann Freyse, der wahrscheinlich noch Anpassungen an den Bauplänen vornahm. Zwischen 1900 und 1902 wurde der gotische Turm um ein Geschoss erhöht, die Pläne dazu stammen von den Architekten Caspar Clemens Pickel und Wilhelm Pauen aus Düsseldorf.

## Baubeschreibung
St. Hubertus ist eine dreischiffige und fünfjochige Hallenkirche aus Backstein im Stil der Neugotik.

## Orgeln
1793 erbaute Orgelbauer Johann Heinrich Titz aus Grefrath für 200 Reichsthaler eine neue Orgel. Dass es schon ein Vorgängerinstrument gegeben hatte, lässt sich daraus erschließen, dass im Vertrag von der Wiederverwendung des alten „Orgelkastens“ in verschönerter Form die Rede ist. Die Disposition lautete:
| I Manual C–c3 |             |    |         |
| 1.            | Hohlpfeif   | 8′ | gedeckt |
| 2.            | Flautravier | 8′ | D       |
| 3.            | Prestand    | 4′ |         |
| 4.            | Octav       | 2′ |         |
| 5.            | Cornet III  |    | D       |
| 6.            | Mixtur III  |    |         |
| 7a.           | Cromhorn    | 8′ | B       |
| 7b.           | Trompet     | 8′ | D       |

| Pedal C– |           |
|          | angehängt |

1830/31 erfolgte ein Orgelneubau durch die Firma Nolting & Sohn aus Emmerich für 638 Thaler Courant. Nach dem Neubau der Kirche wurde das Instrument dorthin übertragen. 1895 baute der Kempener Orgelbauer Chrysanth Henseler ein zweites Manual mit zwei Registern ein. Die Disposition lautete:
| I Manual C–f3 |              |       |                   |
| 1.            | Bordun       | 16′   | Bass Holz         |
| 2.            | Prestant     | 8′    | Prospekt          |
| 3.            | Viol degamba | 8′    | tiefe Oktave Holz |
| 4.            | Bourdon      | 8′    |                   |
| 5.            | Prestant     | 4′    | Bass im Prospekt  |
| 6.            | Flöthe       | 4′    |                   |
| 7.            | Quinte       | 3′    |                   |
| 8.            | Octav        | 2′    |                   |
| 9.            | Mixtur III   | 1 ⁄2′ |                   |
| 10.           | Cimbal II    | 1′    |                   |
| 11.           | Trompet      | 8′    | B/D               |

| II Manual C–f3 |            |    |        |
| 12.            | Salicional | 8′ | (1895) |
| 13.            | Gedackt    | 8′ | (1895) |

| Pedal C– |           |
|          | angehängt |

1930 wurde die Nolting-Orgel demontiert, nachdem sie bereits 1917 ihre Prospektpfeifen – 85,5 kg Metall – als unfreiwillige „Metallspende“ verloren hatte. Die neue Orgel wurde dem verdienten Pfarrer Theodor Bers 1928 zum 80. Geburtstag von der Pfarre als Geschenk gespendet, doch dauerte die Fertigstellung etwas länger. Der Orgelexperte Franz-Josef Wagner-Cochem entwarf ein neues Instrument mit 28 Registern, das jedoch als zu kostspielig abgelehnt wurde. Studienrat Josef Heinrichs vom Gymnasium Thomaeum in Kempen strich daraufhin den Entwurf so rigoros auf 16 Register zusammen, dass nicht nur Wagner-Cochem aus den weiteren Planungen ausstieg, sondern selbst die bischöfliche Genehmigungsbehörde in Münster zumindest zwei zusätzliche Register verlangte. Diese kosteten 1050 Reichsmark mehr, die Pastor Behrs kurioserweise zu seinem „Geburtstagsgeschenk“ aus eigener Tasche dazulegte. Der Orgelbau wurde der Firma Johannes Klais übertragen (Opus 760) und kostete insgesamt 19.620 Reichsmark. Die Einweihung der Orgel fand am 23. November 1930 statt. Bei und nach Kriegsende 1945 litt die Orgel durch zerstörte Kirchenfenster, eindringende Feuchtigkeit und oft wechselnde Temperaturen; eine Wartung fand zeitweise nicht mehr statt. Um 1980 scheiterte der Plan, die Orgel durch einen Neubau zu ersetzen, am Einspruch von Viktor Scholz, dem Orgelreferenten für das Bistum Aachen. Dieser argumentierte, das Werk mit seinen pneumatischen Kegelladen sei mittlerweile eine Orgelbau-Rarität im weiteren Umkreis und daher erhaltenswürdig; das handwerklich solide Instrument verdiene eine Rettung als Klangdenkmal seiner Zeit. Daher wurde die Firma Josef Weimbs aus Hellenthal mit der Restaurierung betraut, die 1982 abgeschlossen wurde. Dabei wurde das Pedal um ein Cantus-firmus-Register ergänzt, das noch problemlos im Orgelgehäuse untergebracht werden konnte. 2018 erfolgte eine weitere Restaurierung durch Verschueren Orgelbouw. Die Disposition lautet:
| I Manual (Hauptwerk) C–g3 |                  |       |                                |
| 1.                        | Quintadena       | 16′   | 24 Holz, Rest Metall           |
| 2.                        | Principal        | 8′    | Zink, 30 Prospekt, Rest Metall |
| 3.                        | Flûte octaviante | 8′    | 24 Holz, Rest Metall           |
| 4.                        | Dulciana         | 8′    | 24 Zink, Rest Metall           |
| 5.                        | Octave           | 4′    | 12 Zink, Rest Metall           |
| 6.                        | Gemshorn         | 2′    | Metall                         |
| 7.                        | Mixtur III-IV    | 2 ⁄3′ | Metall                         |
| 8.                        | Trompete         | 8′    | 24 Zink, Rest Metall           |

| II Manual (Schwellwerk) C–g3 |                   |    |                      |
| 9.                           | Geigendprincipal  | 8′ | 24 Zink, Rest Metall |
| 10.                          | Gedackt           | 8′ | 12 Holz, Rest Metall |
| 11.                          | Salicional        | 8′ | 24 Zink, Rest Metall |
| 12.                          | Vox coelestis     | 8′ | Metall               |
| 13.                          | Traversflöte      | 4′ | 12 Zink, Rest Metall |
| 14.                          | Progressia III-IV | 2′ | Metall               |
| 15.                          | Oboe              | 8′ | 24 Zink, Rest Metall |

| Pedal C–f1 |                     |     |                          |
| 16.        | Contrabass          | 16′ | Holz                     |
| 17.        | Subbass             | 16′ | Holz                     |
|            | Zartbass (= Nr. 17) | 16′ | Abschwächung aus Subbass |
| 18.        | Octavbass           | 8′  | Zink, Prospekt           |
| 19.        | Choralflöte         | 4′  | Zinn, neu 1982           |

- Koppeln: II/I, II/I sub, II/I super, II/II super, I/P, II/P
- Spielhilfen: Feste Kombinationen (ff, f, mf, p), eine freie Kombination, Pedalumschaltung, Absteller, Rollschweller

Während der Orgelrenovierung stellte die Firma Weimbs der Kirche ein Truhenpositiv zur Verfügung, damit die Gottesdienste weiter musikalisch begleitet werden konnten. Die Pfarre entschloss sich anschließend, das Instrument anzukaufen und in der Krypta aufzustellen, doch dient es auch als Continuo-Instrument für kirchenmusikalische Veranstaltungen in der Kirche. Die Disposition lautet:
| Manual C–f3 |           |       |
| 1.          | Pommer    | 8′    |
| 2.          | Rohrflöte | 4′    |
| 3.          | Prinzipal | 2′    |
| 4.          | Quinte    | 1 ⁄3′ |

## Pfarrer
Folgende Priester wirkten bislang als Pfarrer an St. Hubertus:
| von – bis | Name                               |
| --------- | ---------------------------------- |
| 1790–1804 | Peter Joseph Houfen                |
| 1804–1807 | Johann Joseph Constantin Holzwarth |
| 1807–1811 | Sigbert Wollersheim                |
| 1811–1821 | Cornelius Nolden                   |
| 1821–1836 | Mathaeus Langens                   |
| 1836–1880 | Anton Hochkirchen                  |
| 1888–1894 | Albert Stevens                     |
| 1894–1931 | Theodor Bers                       |
| 1931–1940 | Johannes Dickerboom                |
| 1940–1950 | Heinrich Michels                   |
| 1951–1972 | Gerhard Ingenkamp                  |
| 1972–2000 | Hermann-Josef Ortens               |
| Seit 2003 | Thomas Eicker                      |